# گوران (طالقان)
گوران، روستایی از توابع بخش بالاطالقان شهرستان طالقان در استان البرز است. این روستا از سمت شمال با روستای سَفَچخانی از سمت شرق با روستای نِساء از سمت جنوب با روستای گِلیَرد و از سمت غرب با روستای وِشته همجوار است. همچنین گوران مرکز دهستان کناررود، متشکل از مزارع، روستاها و مکان‌های گوران، گِلیَرد، خودکاوَند، اَورازان، وشته، سَفَچخانی، مَنگُلان، حصیران، کَرود، اَوانَک، محسن‌آباد، بُزَج، سُکران، سُکران چال، نَویزَک، جَزَن، حسنجون، جَزینان، سیدآباد، خُسبان، هَرَنج و پُرده‌سَر است. شهرستان طالقان به نقشه تقسیمات کشوری اضافه شد.
مردم روستای گوران به زبان تاتی سخن می‌رانند.